# Словеначка народна странка (историјска)
Словеначка народна странка (СЛС) (словен. Slovenska ljudska stranka) је била политичка странка словеначког народа између 1892. и 1941. и деловала је у Аустроугарској и Југославији.

## Историјат
Словенска људска странка је основана 1892. под називом Католичка народна странка (словен. Katoliška ljudska stranka). Године 1905. променила је име у СЛС. Странком је доминирало католичко свештенство, а програм се заснивао на очувању словеначког идентитета.
Захваљујући снажној подршци међу словеначким сељаштвом, СЛС је почетком 20. века постала најјача политичка странка у Словенији.
За време Првог светског рата, СЛС се под вођством др Антона Корошеца залагала да се Аустроугарска преуреди на три савезне јединице и да се формира трећа држава која би окупљала јужнословенске народе. У складу с тим је СЛС 1917. подржала тзв. Мајску декларацију Југословенског клуба у аустријском парламенту.
Пошто је постало очигледно да ће се Аустроугарска распасти, СЛС у јесен 1918. године учествује у стварању Народног савета у Загребу које је прогласило Државу СХС. Пошто је месец дана касније формирана Краљевина СХС, СЛС учествује у њеним владама.
За време Краљевине СХС, СЛС је под вођством Корошеца најчешће подржавала владу у Београду, као и њену централистичку политику, мада јој се понекад супротстављала. За време шестојануарске диктатуре је била забрањена, да би након враћања вишестраначког система поново учествовала у владама.
Након Априлског рата 1941. године, СЛС се распала на фракцију која је била за савезнике, и фракцију која је сарађивала са италијанским окупатором. Након победе партизана забрањен јој је рад.
Године 1988. је у Словенији формирана нова Словеначка народна странка.

## Председници
| Фотографија | Име и презиме    | Мандат                   |
| ----------- | ---------------- | ------------------------ |
|             | Иван Шуштершич   | 1892-1917                |
|             | др Антон Корошец | 1917-1940                |
|             | Франц Куловец    | 1940-1941                |
|             | Марко Натлачен   | 1941-1942 под окупацијом |
|             | др Миха Крек     | 1941-1969 у емиграцији   |

## Истакнути чланови
- Миха Крек
- Иван Ахчин
- Франц Сној